# Odynerus drewseni
Odynerus drewseni är en stekelart som beskrevs av Henri Saussure. Odynerus drewseni ingår i släktet lergetingar, och familjen Eumenidae. Inga underarter finns listade i Catalogue of Life.